# Huisstijlen in het openbaar vervoer van Luxemburg
De huisstijlen in het openbaar vervoer geven vooral weer de uitvoering van grafische vormgeving die openbaarvervoerbedrijven gebruiken om zichzelf herkenbaar en onderscheidend te maken naar het publiek. Dit artikel geeft een overzicht van die huisstijlen in Luxemburg.

## Overzicht huisstijlen
| Kleur(en)           | Informatie | Afbeelding         |
| AVL                 | AVL | AVL                |
| ------------------- | --- | ------------------ |
|                     | Witte basis met donkerblauwe schortplaten en lichtblauwe en oranje horizontale strepen op de voorkant en donkerblauwe, lichtblauwe, oranje en gele diagonale strepen achter op de zijkant. Sommige bussen hebben alleen de diagonale strepen op de zijkant en niets op de voorkant. De lichtblauwe streep loopt al dan niet horizontaal rondom de bus. |                    |
| CFL                 | |                    |
|                     | Chemins de fer luxembourgeois oftewel Luxemburgse Spoorwegen is de nationale spoorwegmaatschappij in Luxemburg. Naast treinen exploiteert het bedrijf ook enkele busverbindingen. Huisstijl is rood + grijs |                    |
|                     | Bus heeft witte schortplaten, rode zijkanten en wit dak |                    |
| Demy Cars           | |                    |
|                     | Witte basis met gele vlakken en rode lijnen rondom de bus | Afbeelding gewenst |
| TICE                | |                    |
|                     | Witte basis met groene schortplaten en dak en witte, rode en blauwe diagonale lijnen op de zijkant van de bus. | Afbeelding gewenst |
| Voyages Emile Weber | |                    |
|                     | Pastelgele basis met rode schortplaten en een oranje lijn rondom de bus. |                    |